# Lancha neumática

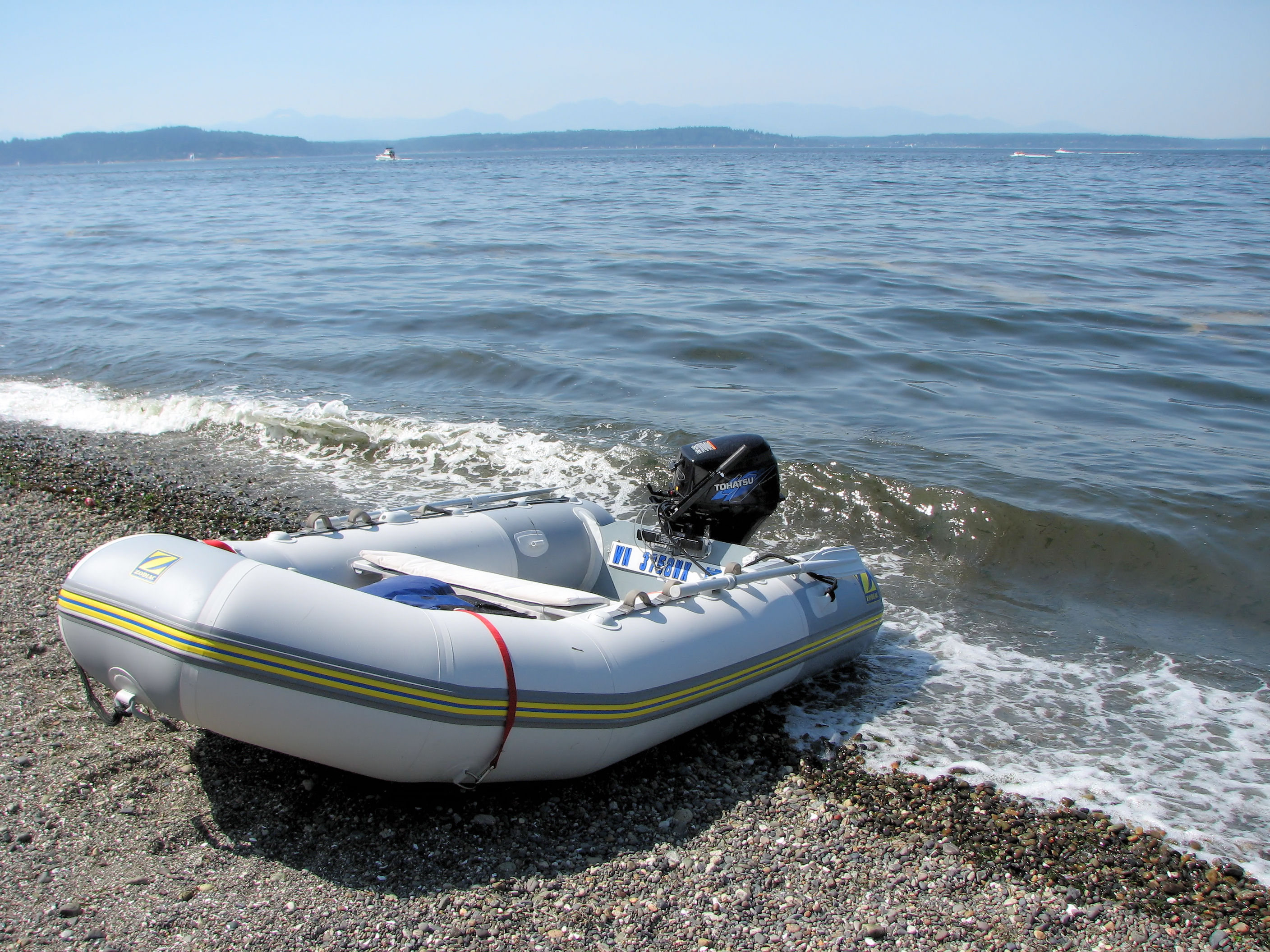
Una lancha de la marca Zodiac en la playa

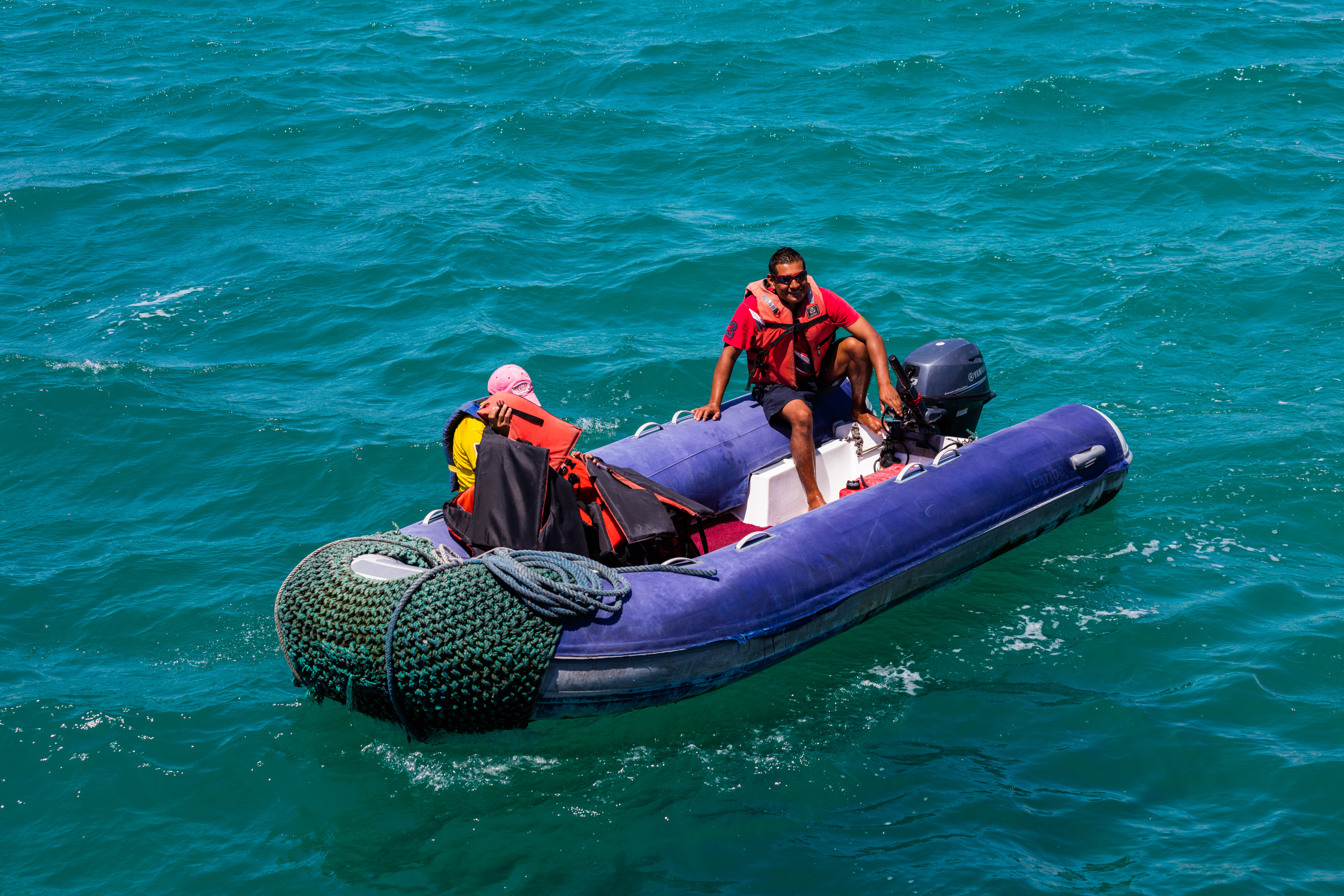
Una zódiac (marca Caribe) en las islas Galápagos

Una lancha neumática, también conocido como  bote inflable, bote neumático, gomón o zódiac, es un bote ligero cuyos lados y proa están hechos de tubos flexibles que contienen aire o gas a presión.
Para las embarcaciones más pequeñas, el suelo y el casco también es a menudo flexible. En lanchas neumáticas con eslora de más de tres metros, el suelo consiste de tres a cinco hojas de contrachapado o aluminio rígido fijadas entre los tubos pero que no están enganchados entre sí. Muy a menudo el espejo es rígido, proveyendo así una estructura donde montar un motor fuera de borda. Aquellos botes inflables que poseen un casco enterizo rodeado del tubo presurizado se denominan embarcaciones semirrígidas.
Popularmente, las lanchas neumáticas también se conocen como zódiac al convertirse la marca registrada de la marca francesa Zodiac en sustantivo común.
Algunos botes inflables han sido diseñados para poderse separar y empaquetar en un volumen más pequeño de manera que puedan ser guardados y transportados fácilmente en caso necesario. En este caso, cuando la embarcación está inflada se mantiene rígida gracias a una bancada. Esta característica también permite a este tipo de botes ser usados como bote salvavidas en barcos o aeronaves, y también para actividades de ocio.